# Охотники за караванами
«Охотники за караванами» — российский мини-сериал 2010 года об Афганской войне, снятый по мотивам произведений Александра Проханова «Охотник за караванами» (2003) и «Мусульманская свадьба».

## Сюжет
Спецподразделение майора Оковалкова охотится на караваны, которые пересекают афгано-пакистанскую границу. С 1986 года американские советники начинают поставлять моджахедам зенитные комплексы «Стингер», которые кладут конец безраздельному господству шурави в воздухе над Афганистаном. Министерство обороны СССР ставит перед группой майора Оковалкова сложную задачу: выследить и захватить караван со стингерами, однако душманы доктора Надира коварны и идут другими маршрутами. Спецназовцев преследует злой рок: радиста Петерса начинают поздравлять с днём рождения раньше времени, у лейтенанта Слободы дурное предчувствие. В итоге, группа Оковалкова попадает в засаду и до своих дойдут только двое, которые и получат звания Героя Советского Союза.

## Факты
Сериал снимался в России и Крыму.

## В ролях
- генерал-полковник Министерства обороны СССР — Борис Галкин
- оперативный дежурный, полковник Генштаба — Михаил Жонин
- полковник ГРУ ГШ Новиков — Игорь Миркурбанов
- комбат, подполковник — Станислав Боклан
- замполит, майор — Сергей Радченко
- Ольга, прапорщик при штабе — Евгения Лютая
- Анна, прапорщик-связист — Карина Андоленко
- майор Оковалков — Алексей Серебряков
- капитан Разумовский — Андрей Саминин
- лейтенант Слобода — Никита Емшанов
- прапорщик Алексей Крещёных — Алексей Лонгин
- Цхеладзе, снайпер группы — Заза Чантурия
- Акопян, пулемётчик — Саак Дурян
- Щукин, гранатомётчик — Владимир Данай
- Саидов, переводчик — Акбарходжа Расулов
- Петерс, радист — Иван Шибанов
- ефрейтор Бухов — Михаил Тарабукин
- рядовой Мануйлов — Всеволод Хованский-Померанцев
- мистер Инкогнито, американский советник — Олег Савкин
- Омар-хан, командир пакистанской военной базы — Виктор Тереля
- доктор Надир, лидер афганских душманов — Фархад Махмудов